# Muck
Muck (gaelsky Eilean nam Muc) je jeden ze skupiny tzv. Malých ostrovů - Small Isles - v souostroví Vnitřní Hebridy v Hebridském moři u západního pobřeží Skotska. Podle sčítání obyvatel z roku 2011 zde žilo 27 obyvatel, většinou v osadě Port Mòr u přístavu. Na Mucku je jen jedna silnice, dlouhá 2,5 km, která vede z Port Mòr na farmu Gallanach, což je druhé obydlené místo na ostrově.

## Geografie
Muck je nejjižněji položené obydlené území ze souostroví Small Isles, od poloostrova Ardnamurchan, který je nejzápadnějším výběžkem skotské pevniny, je vzdálen jen necelých 8 km. Nadmořská výška zhruba 4 km dlouhého ostrova se pohybuje od 0 do 137 metrů (vrch Beinn Airein na jihozápadě pevniny). Muck je tvořen horninami vulkanického původu.

## Historie

### Původ jména
Existují různé výklady původu jména ostrova. Jedna z verzí hledá souvislost mezi gaelským pojmenováním sviňuch (ve skotské gaelštině muc), které se spolu s tuleni vyskytují v okolních vodách. Další autoři název ostrova odvozují od skutečnosti, že zde před staletími žil poustevník, který spadal pod církevní komunitu z ostrova Iona, čili že se Muck původně jmenoval "Isle of Monk", tj. "Mnichův ostrov".

### Úrodný ostrov
Již v 18. století cestovatelé, kteří navštívil tento ostrov, zaznamenali, že se zde nachází velmi úrodná orná půda a zmínili i dobré podmínky pro rybolov. Od roku 1896 patří ostrov rodině MacEwenových, na počátku 21. století zde hospodařili Lawrence a Ewen MacEwenovi. Během prvního desetiletí 21. století došlo k dalšímu snížení počtu obyvatel - z 31 v roce 2001 tento počet klesl na 27 v roce 2011. Na ostrově není žádný obchod, pošta ani škola, místní však nabízejí návštěvníkům různé možnosti ubytování.

### Doprava
Nové přístavní molo, které umožnilo přistání velkých trajektů a nakládku či vykládku automobilů, bylo vybudováno až v roce 2005. Během roku existuje pravidelné lodní spojení mezi přístavem Mallaig a Small Isles, které provozuje společnost Caledonian MacBrayne. V letních měsících na Muck jezdí rovněž trajekt z Arisaigu, kam je možné dojet vlakem z Fort Williamu a Glasgowa.

## Pamětihodnosti
Na návrší západně od přístavu, po cestě kolem zátoky zhruba ve vzdálenosti 3,2 km z Port Mòr, se nachází místo, zvané Caisteal an Duin Bhain. Jedná se o valy, které jsou zřejmě pozůstatkem opevnění středověkého původu.

## Fotogalerie

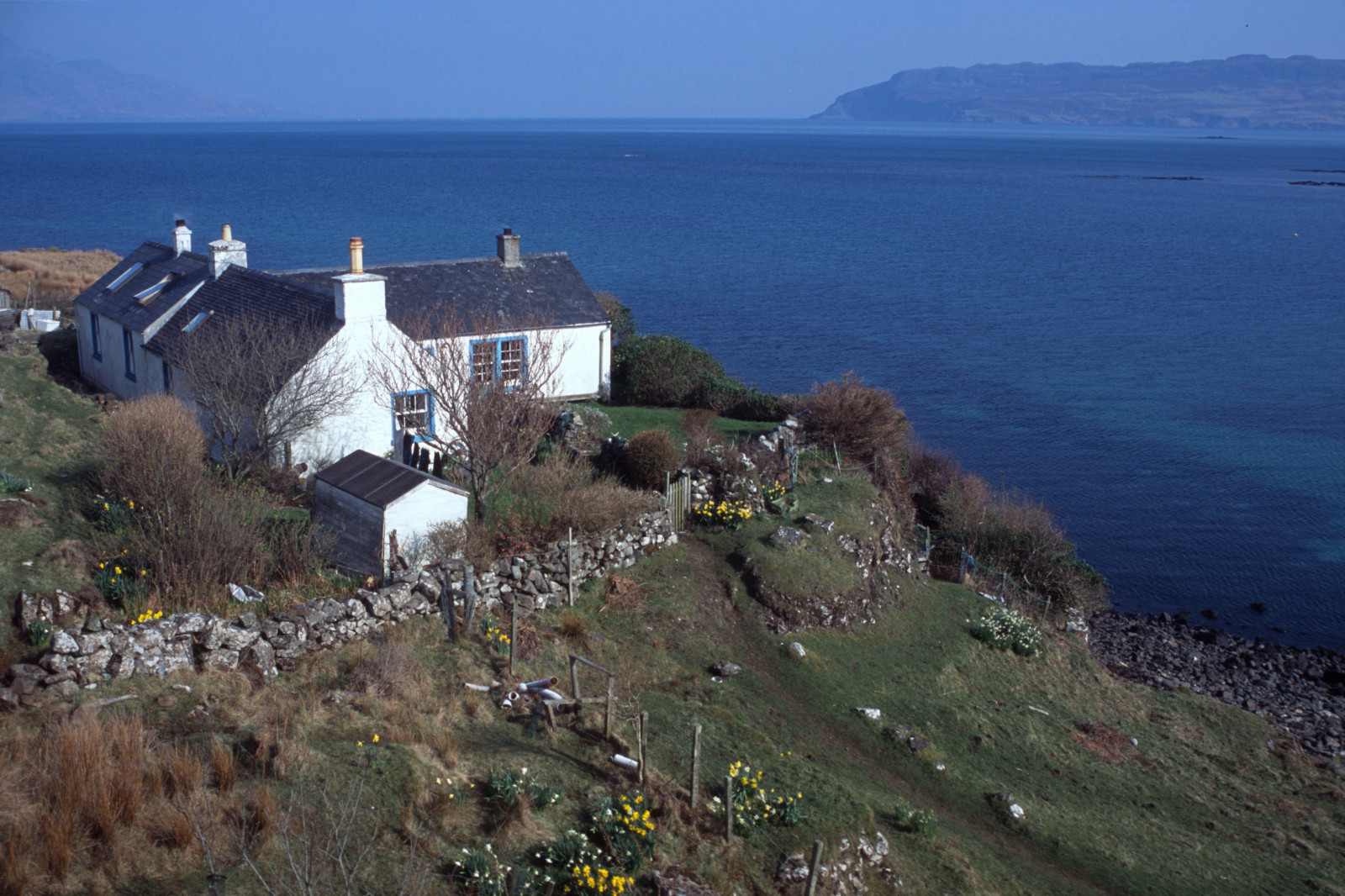
Gallanach Cottage nabízí ubytování návštěvníkům Mucku
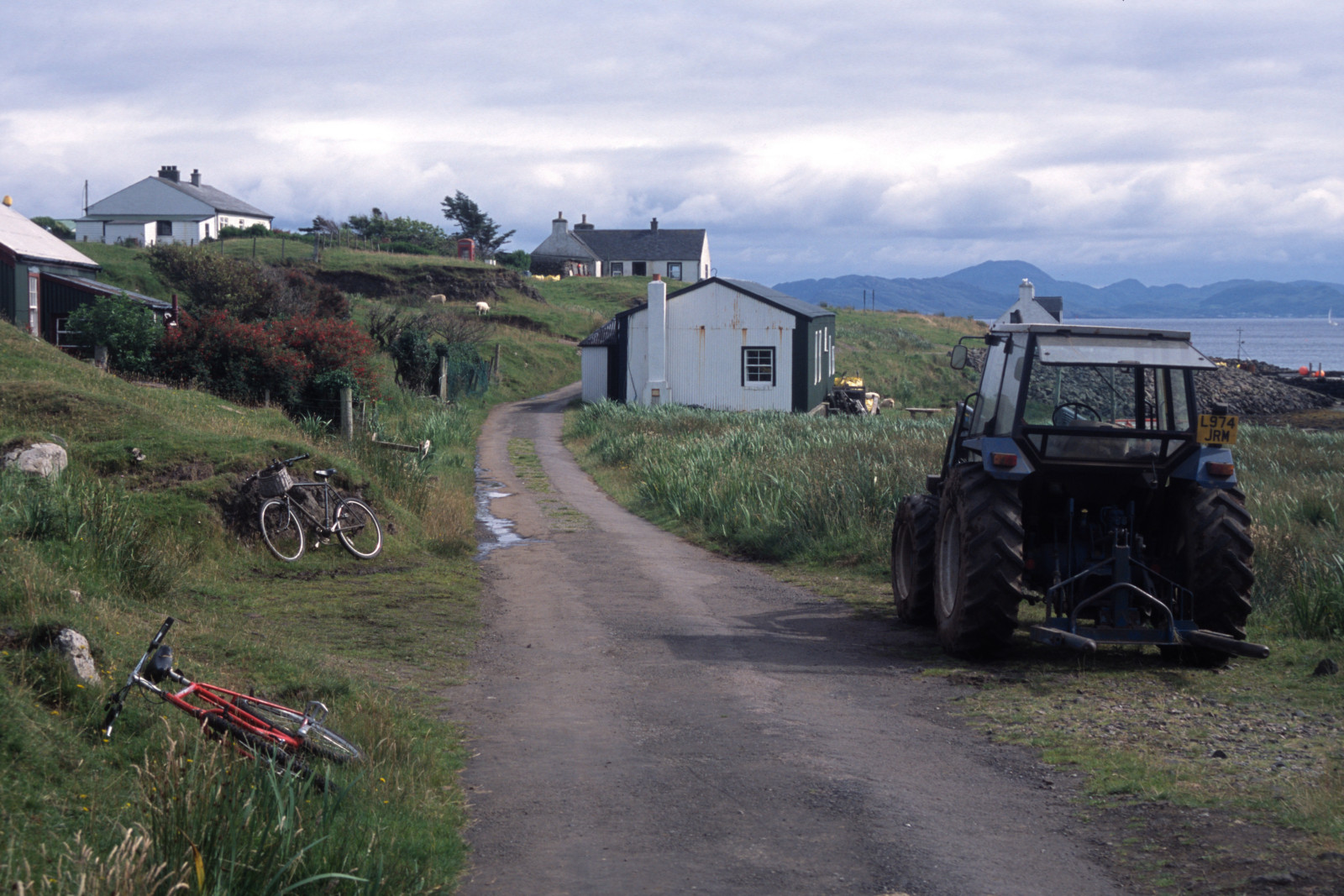
Dopravní prostředky obyvatel před místní čajovnou
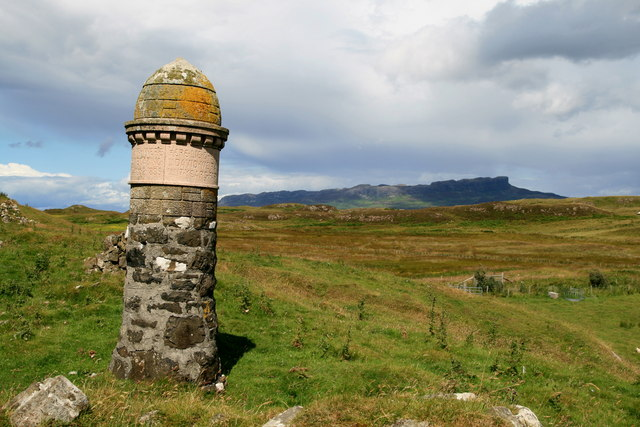
Náhrobní kámen A'Chill u zaniklého sídla Sean Bhaile
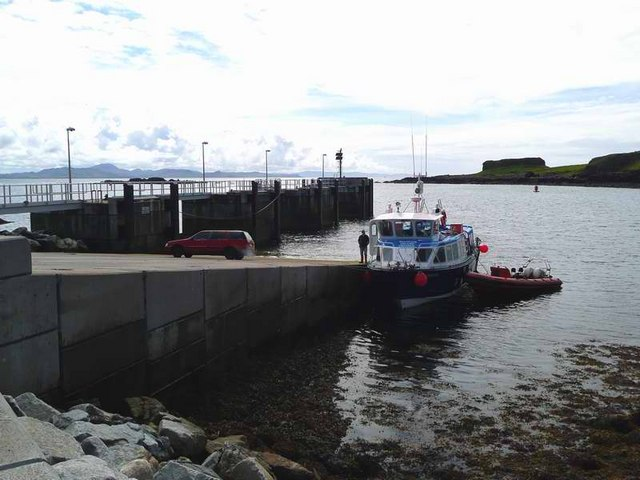
Loď "Shearwater" ("Racek") přivezla cestující z Arisaigu
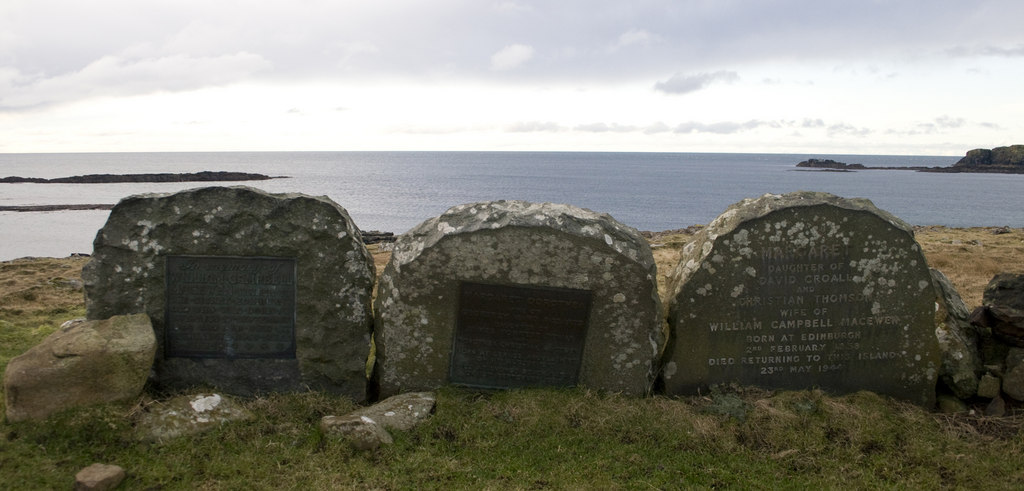
Tři hroby v lokalitě Aird nan Uan na severním pobřeží
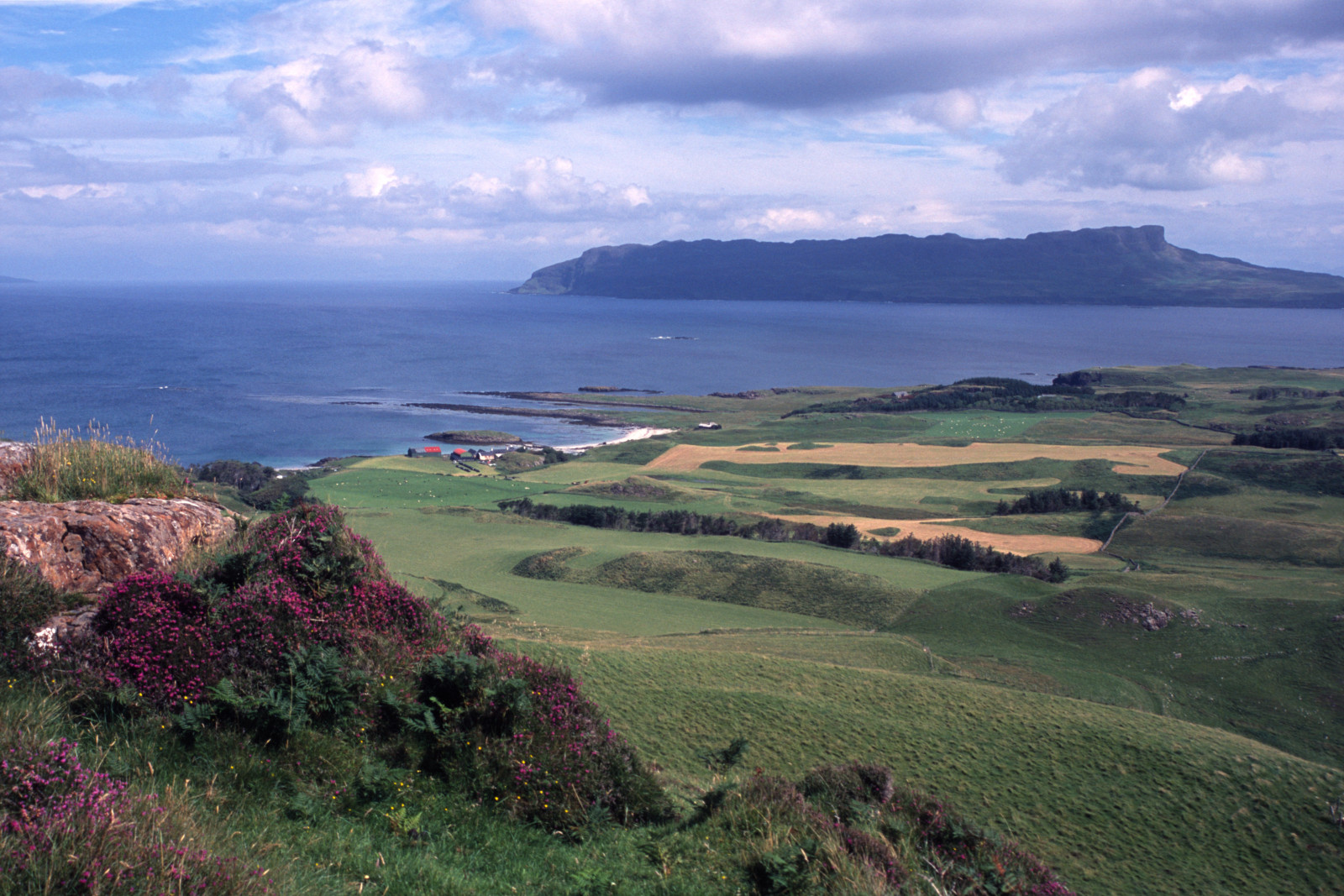
Pohled z Beinn Airein na obdělaná pole a ostrov Eigg na severu